# Diócesis de Borba
La diócesis de Borba (en latín: Dioecesis Borbensis y en portugués: Diocese de Borba) es una circunscripción eclesiástica de la Iglesia católica en Brasil. Se trata de una diócesis latina, sufragánea de la arquidiócesis de Manaos. Desde el 20 de septiembre de 2017 su obispo es Zenildo Luiz Pereira da Silva de la Congregación del Santísimo Redentor.

## Territorio y organización
La diócesis tiene 98 650 km² y extiende su jurisdicción sobre los fieles católicos de rito latino residentes en el estado de Amazonas en los 4 municipios de: Novo Aripuanã, Borba, Nova Olinda do Norte y Autazes; y en los distritos de Axiní, Canumã y Novo Céu.
La sede de la diócesis se encuentra en la ciudad de Borba, en donde se halla la Catedral de San Antonio de Padua.
En 2019 en la diócesis existían 8 parroquias.

## Historia
La prelatura territorial de Borba fue erigida el 13 de julio de 1963 con la bula Ad Christi divini del papa Pablo VI, obteniendo el territorio de la arquidiócesis de Manaos y de la prelatura territorial de Parintins (hoy diócesis de Parintins).
El 12 de febrero de 1996, en virtud del decreto Quo aptius de la Congregación para los Obispos, cedió el municipio de Apuí a la diócesis de Humaitá, recibiendo a cambio el de Manicoré. Sin embargo, el 20 de enero de 2003, Manicoré se reincorporó a la diócesis de Humaitá mediante otro decreto llamado Quo aptius.
El 18 de noviembre de 2022 la prelatura territorial de Borba fue elevada al rango de diócesis por el papa Francisco.

## Estadísticas
Según el Anuario Pontificio 2020 la diócesis tenía a fines de 2019 un total de 133 000 fieles bautizados.
| Año                                                                             | Población            | Población | Población      | Sacerdotes | Sacerdotes    | Sacerdotes    | Bautizados por sacerdote | Diáconos permanentes | Religiosos | Religiosos | Parroquias |
| Año                                                                             | Bautizados católicos | Total     | % de católicos | Total      | Clero secular | Clero regular | Bautizados por sacerdote | Diáconos permanentes | Varones    | Mujeres    | Parroquias |
| ------------------------------------------------------------------------------- | -------------------- | --------- | -------------- | ---------- | ------------- | ------------- | ------------------------ | -------------------- | ---------- | ---------- | ---------- |
| 1965                                                                            | 50 000               | 50 000    | 100.0          | 3          |               | 3             | 16 666                   |                      |            | 3          | 2          |
| 1970                                                                            | 60 740               | ?         | ?              | 7          |               | 7             | 8677                     |                      | 10         | 9          | 3          |
| 1976                                                                            | 68 000               | 68 200    | 99.7           | 5          | 1             | 4             | 13 600                   |                      | 4          | 4          | 4          |
| 1980                                                                            | 75 050               | 75 500    | 99.4           | 3          |               | 3             | 25 016                   |                      | 3          | 4          | 4          |
| 1990                                                                            | 83 400               | 84 500    | 98.7           | 10         |               | 10            | 8340                     |                      | 10         | 10         | 6          |
| 1999                                                                            | 90 000               | 110 000   | 81.8           | 12         | 7             | 5             | 7500                     |                      | 5          | 14         | 7          |
| 2000                                                                            | 90 000               | 120 000   | 75.0           | 10         | 5             | 5             | 9000                     |                      | 5          | 14         | 7          |
| 2001                                                                            | 170 000              | 200 000   | 85.0           | 13         | 7             | 6             | 13 076                   |                      | 6          | 14         | 7          |
| 2002                                                                            | 170 000              | 200 000   | 85.0           | 12         | 6             | 6             | 14 166                   |                      | 11         | 14         | 7          |
| 2003                                                                            | 170 000              | 200 000   | 85.0           | 12         | 7             | 5             | 14 166                   |                      | 5          | 14         | 7          |
| 2004                                                                            | 155 000              | 190 000   | 81.6           | 11         | 7             | 4             | 14 090                   |                      | 4          | 8          | 6          |
| 2013                                                                            | 126 600              | 156 700   | 80.8           | 11         | 7             | 4             | 11 509                   |                      | 4          | 11         | 7          |
| 2016                                                                            | 129 800              | 160 700   | 80.8           | 12         | 6             | 6             | 10 816                   |                      | 9          | 12         | 7          |
| 2019                                                                            | 133 000              | 164 500   | 80.9           | 10         | 5             | 5             | 13 300                   |                      | 8          |            | 8          |
| Fuente: Catholic-Hierarchy, que a su vez toma los datos del Anuario Pontificio. |                      |           |                |            |               |               |                          |                      |            |            |            |

## Episcopologio
- Adriano Jaime Miriam Veigle, T.O.R. † (18 de junio de 1964-6 de julio de 1988 retirado)
- José Afonso Ribeiro, T.O.R. † (6 de julio de 1988-3 de mayo de 2006 retirado)
- Elói Róggia, S.A.C. (3 de mayo de 2006-20 de septiembre de 2017 retirado)
- Zenildo Luiz Pereira da Silva, C.SS.R., por sucesión el 20 de septiembre de 2017